# Lábtenisz
A lábtenisz vagy közismert nevén lábtengó egy közkedvelt teremsport, valamint előszeretettel űzik a strandokon is.
Az 1920-as években terjedt el Közép-Európában. Németül Fußballtennis, franciául tennis-ballon, a cseheknél és a szlovákoknál nohejbal néven ismerik.

## Eredete
1922-ben a cseh Slavia Praha játékosai feltaláltak egy játékot, amit futball a kötél felett-nek neveztek, mivel eredetileg egy vízszintesen felfüggesztett kötél felett játszották, amit később hálóval helyettesítettek. Általában egy oldalon két vagy három játékos játszik három érintővel, de egy játékos nem érhet bele a labdába kétszer egymás után. A játékosok a kezükön kívül a test összes részével megjátszhatják a labdát.
1940-ben írták le először a játék hivatalos szabályait. Az első lábtenisz kupa 1940-ben került megrendezésre, az első bajnokság pedig 1953 és 1961 között zajlott Trampská liga néven. 1961-ben fogadták el hivatalos sportként, majd 1971-ben létrehozták az első lábtenisz szövetséget Csehszlovákiában.

## Szabályok
- Egyes: egy játékos, két érintés, egy pattanás (minden kategóriában), 9 x 12.5 méteres pályán
- Páros: két játékos, három érintés, egy pattanás engedélyezett a férfiak, kettő a nők és a juniorok számára, szintén 9 x 12.5 méteres pályán
- Hármas: három játékos, három érintés, egy pattanás engedélyezett a férfiak, kettő a nők és a juniorok számára, szintén 9 x 18 méteres pályán

## Nemzetközi Lábtenisz Szövetség
1987-ben alakult a Nemzetközi Lábtenisz Szövetség (FIFTA).

## Világbajnokságok
2012-ig kilenc hivatalos világbajnokság került megrendezésre. 
- Egyesben: 4 román, 2 cseh, 2 szlovák, valamint 1 magyar győzelem született.
- Párosban: 5 cseh, és 3 szlovák aranyérem mellett 1 román.
- Hármasban: 6 szlovák, 2 cseh és 1 magyar aranyérem a mérleg.